# إيرين ماكي
إيرين ماكي (بالإنجليزية: Erin Mackey) هي مغنية وممثلة أمريكية، ولدت في 19 يونيو 1986 في فوليرتون في الولايات المتحدة.

## أعمال

### أفلام
- المتدرب[5][6]

## وصلات خارجية
- إيرين ماكي على موقع IMDb (الإنجليزية)
- إيرين ماكي على موقع روتن توميتوز (الإنجليزية)
- إيرين ماكي على موقع ميوزك برينز (الإنجليزية)
- إيرين ماكي على موقع قاعدة بيانات برودواي على الإنترنت (الإنجليزية)
- إيرين ماكي على موقع قاعدة بيانات الفيلم (الإنجليزية)